# Ormiscodes marginata
Ormiscodes marginata är en fjärilsart som beskrevs av Philippi 1860. Ormiscodes marginata ingår i släktet Ormiscodes och familjen påfågelsspinnare. Inga underarter finns listade i Catalogue of Life.